# Dez (brana)
Dez (perz. سد دز) je betonska lučna brana i derivacijska velika hidroelektrana na rijeci Dez u Iranu odnosno pokrajini Huzestan.

## Naziv
Projekt je prvotno imenovan prema vladaru M. Rezi Pahlaviju, no nakon revolucije iz 1979. godine preimenovan je prema rijeci Dez.

## Lokacija
Brana Dez nalazi se u jugozapadnom Iranu, oko 20 km sjeveroistočno od gradova Dezfula i Andimeška na sjeveru pokrajine Huzestan. Podignuta je na rijeci Dez, najvećem pritoku najvodonosnije iranske rijeke Karun. Istjek Deza kreće se između 140 m³/s tijekom sušnih mjeseci odnosno 610 m³/s u vrijeme proljeća, dok najveća pretpostavljena granica u poplavnom petogodišnjem razdoblju iznosi 4337 m³/s odnosno 9169 m³/s za tisuću godina. Umjetno jezero Dez koje je nastalo podizanjem brane karakteristično je po lijevkastom obliku na južnom dijelu odnosno vijugastom na sjevernom. Obližnje planine Tangevan i Šadab pod čijim je liticama brana izgrađena dijelom su planinskog lanca Zagros.

## Izgradnja
Brana je građena između 1959. i 1962. godine pod vodstvom talijanskog konzorcija Impregilo i sve do konca 1960-ih godina bila je najveći razvojni projekt u Iranu. Ostali važni sudionici u dobavi opreme bili su njemački Siemens i japanski Hitachi, a izgradnja je financirana zajmom od 42 milijuna USD kojeg je iranskoj vladi odobrila Svjetska banka.
Glavna tehnička karakteristika brane Dez jest lučni dizajn odnosno betonska ljuska duljine 212 m. Debljina brane na vrhu iznosi 5,4 m odnosno 27 m kod temelja, a zapremnina joj je 495.000 m³. Nakon što je puštena u promet 1963. godine visinom od 203 m postala je jednom od pet najviših svjetskih brana, a status najviše brane u zemlji zadržala je sve do 2004. godine kada je podignuta brana Karun-3.

## Upotreba
Brana Dez ima trostruku namjenu i koristi se za kontrolu poplava, navodnjavanje i proizvodnju električne energije. Osam Francisovih turbina pojedinačne snage od 65 MW (520 MW ukupno) godišnje proizvede oko 1783 GWh električne struje. Vodospremnikom Dez navodnjava se oko 100.000 ha poljoprivrednih zemljišta u Huzestanu, a površina porječja uzvodno od brane jest 17.372 km². Preljev se kontrolira pomoću dvije ustave promjera 13,5 odnosno 14 m sa segmentnim zapornicama ukupnog kapaciteta od 600 m³/s.

## Poveznice
- Popis iranskih brana
- Popis iranskih hidroelektrana